# 德拉古鄉

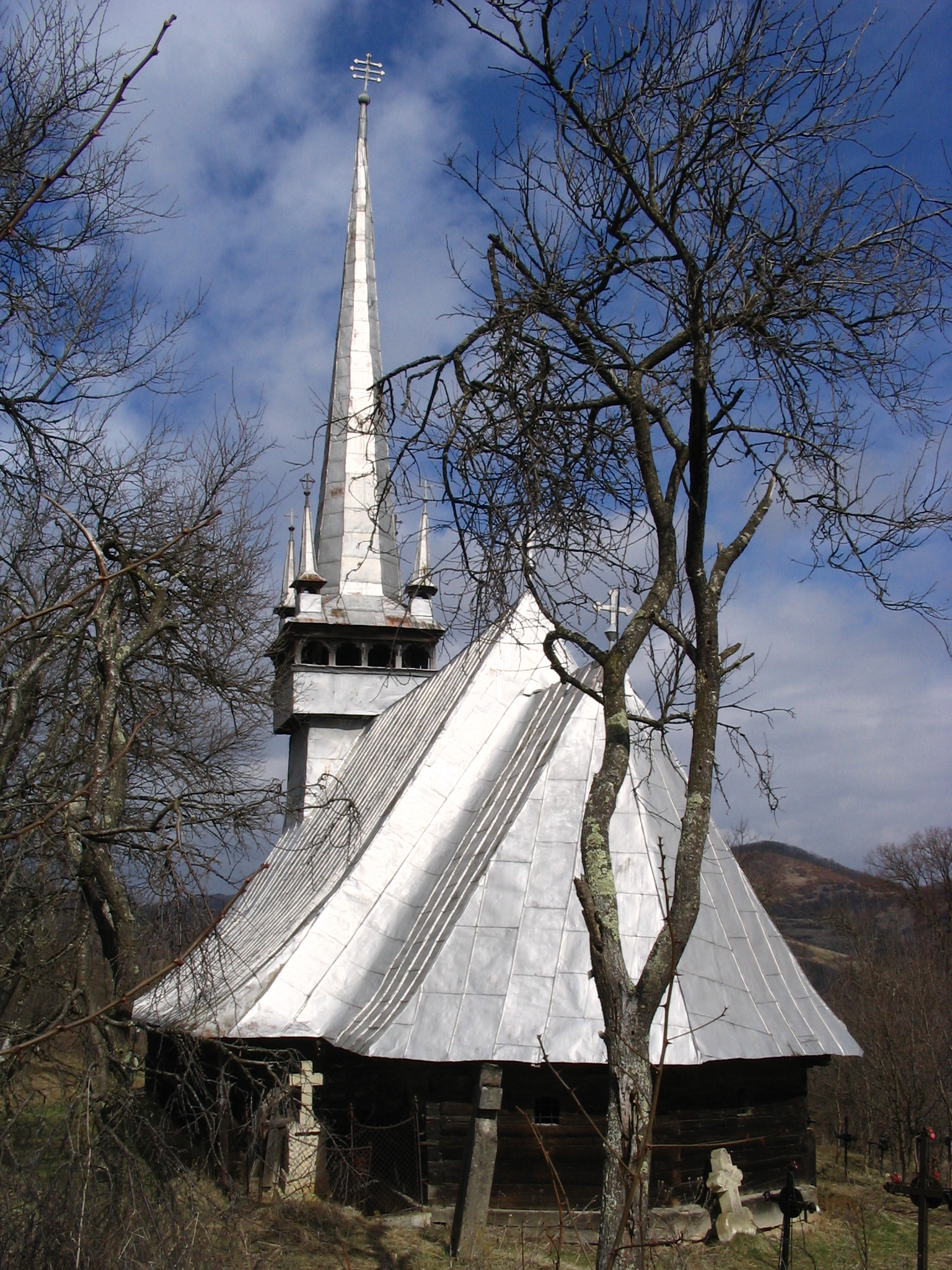

47°01′N 23°24′E / 47.017°N 23.400°E
德拉古鄉（羅馬尼亞語：Comuna Dragu, Sălaj），是羅馬尼亞的鄉份，位於該國西北部，由瑟拉日縣負責管轄，面積89平方公里，海拔高度334米，2007年人口1,373，人口密度每平方公里15人。